# Ретарданти
Ретарда́нти — синтетичні регулятори росту і розвитку рослин, що здатні уповільнювати ріст рослин, як правило, не викликаючи при цьому аномальних відхилень. Зазвичай ретарданти пригнічують роботу гіберелінової системи рослин.

## Класифікація
Це численна група різних за будовою хімічних сполук, що об'єднані загальними ознаками генетичних, фізіологічних і морфологічних ефектів та способом дії. Ці речовини здатні вкорочувати і потовщувати стебло, зменшуючи схильність до вилягання, посилювати ріст кореневої системи без втрат для генеративних органів, підвищувати продуктивність рослин та їх стійкість до несприятливих факторів середовища.
За хімічною природою ретарданти поділяють на такі групи:
- Онієві сполуки — четвертинні солі амонію, фосфонію і сульфонію (хлормекватхлорид, бромхолінбромид, йодхолінйодид, мепікватхлорид, АМО 1618, фосфон D, мефлюідид, 3-DEC, 17-DMC);
- Гідразинпохідні препарати з діючою речовиною — N, N-диметилгідразин бурштинової кислоти (ДЯК, ГМК-натрію, алар-85, кілар-85);
- Триазолпохідні препарати (паклобутразол, уніконазол, BAS 11100 W, тебуконазол, RSW-0411 триадиметафон);
- Пентанолпохідні препарати (триапентанол, флурпірамідол);
- Етиленпродуценти (декстрел, етрел, гідрел, дигідрел, кампозан М, етеверс, церон, етефон).
- Дихлорізобутирати (дихлорізобутират натрію).
- Прогексадіони (прогексадіон Са)

За способом фізіологічної дії вирізняють три групи ретардантів:
- блокатори синтезу гіберелінів
- активатори синтезу етилену, фітогормону-антагоністу гіберелінів
- препарати комбінованої дії

## Історія
У колишньому СРСР роботи по синтезу і технології використання ретардантів розпочалися в 1962 році з виробництва хлорхолінхлориду (ССС) з тією ж діючою речовиною під комерційною назвою ТУР, що широко використовувався на практиці. 
Вперше як ретардант у 1950 році був випробуваний препарат АМО 1618, який відноситься до четвертинних амонієвих солей і володіє дуже сильними ретардантними властивостями, але має надзвичайно вузький видовий спектр дії. Найбільшого поширення серед препаратів цієї групи отримав β-хлоретилтриметиламонійнийхлорид (ССС) відкритий американським хіміком Н. Толбертом в 60-х роках ХХ століття.